# Archidiecezja lyońska
Archidiecezja lyońska (łac. Archidioecesis Lugdunensis; fr. Archidiocèse de Lyon) – rzymskokatolicka archidiecezja ze stolicą w Lyonie, we Francji. Arcybiskupi Lyonu posiadają tytuł prymasów Galii (prymasów Francji).
Ok. 70% mieszkańców archidiecezji uważa się za katolików, choć regularnie praktykuje ich tylko ok. 5%.
Na terenie archidiecezji pracuje 330 zakonników i 1011 sióstr zakonnych.

## Sufraganii arcybiskupa Lyonu
Arcybiskupi Lyonu są metropolitami Lyonu. W skład metropolii wchodzą:
- Archidiecezja lyońska
- Archidiecezja Chambéry
- Diecezja Annecy
- Diecezja Belley-Ars
- Diecezja Grenoble-Vienne
- Diecezja Saint-Étienne
- Diecezja Valence
- Diecezja Viviers

## Podział archidiecezji
Archidiecezja lyońska obejmuje w całości departament Rodan oraz arrondissement Roanne w departamencie Loara. Podzielona jest na 3 archidiakonaty:
- archidiakonat Saint-Jean - aglomeracja lyońska
- archidiakonat Saint-Pierre - pozostała część departamentu Rodan
- archidiakonat Notre-Dame - arrondissement Roanne

## Ryt lyoński
W Lyonie stworzono własny obrządek mszalny – ryt lyoński. Przez wieki stopniowo ulegał on romanizacji lecz nie zaniknął. Po ujednoliceniu liturgii przez Sobór Trydencki, papież bullą Quo primum pozwolił arcybiskupstwu lyońskiemu na zachowanie własnego obrządku. Wyparł go dopiero w 1969 ryt rzymski w języku francuskim. Dziś msze święte w rycie lyońskim odprawiane są w niektórych zakonach na terenie archidiecezji.

## Historia
Diecezja lyońska powstała w II wieku w najważniejszym mieście ówczesnej rzymskiej prowincji Galii - Lugdunum. 
Pierwszym biskupem Lyonu był św. Fotyn z Lyonu, który zginął w 177 podczas prześladowań chrześcijan przez Marka Aureliusza. Jego następcą został najwybitniejszy teolog II wieku - św. Ireneusz z Lyonu. Został on skierowany do Lyonu przez jednego z Ojców Apostolskich, św. Polikarpa. Biskup poniósł śmierć męczeńską w czasie prześladowań za Septymiusza Sewera 202.
Już w III wieku diecezję podniesiono do godności archidiecezji.
W 1078 lub 1079 papież Grzegorz VII nadał arcybiskupowi lyońskiemu św. Giubino i jego następcą, tytuł prymasa Galii.
W 1215 i w 1245 w Lyonie odbyły się dwa sobory powszechne Kościoła katolickiego (zobacz: Sobór Lyoński I i Sobór Lyoński II).
29 listopada 1801, w wyniku rewolucji francuskiej i konkordatu z 1801 zlikwidowano wiele francuskich diecezji. Parafie z dwóch starożytnych, zlikwidowanych diecezji Mâcon i Belley weszły w skład archidiecezji lyońskiej.
6 października 1822 przywrócona została diecezja Belley. Tego samego dnia archidiecezje lyońską połączono z archidiecezją Vienne (także zlikwidowaną 29 listopada 1801).
26 grudnia 1970 na terytorium archidiecezji Lyon-Vienne powstała diecezja Saint-Étienne.
W dniu 1 lipca 1971 do archidiecezji przyłączono osiem parafii z diecezji Belley (obecnie diecezja Belley-Ars).
15 grudnia 2006 po reorganizacji francuskiej diecezji, tytuł arcybiskupa Vienne został przekazany biskupom Grenoble.

## Biskupi i arcybiskupi Lyonu
Obecnym arcybiskupem jest Olivier de Germay.
W diecezji służą również biskupi pomocniczy Patrick Le Gal i Emmanuel Gobilliard. 
W latach 1272–1273 arcybiskupem Lyonu był Piotr z Tarentaise, późniejszy papież Innocenty V.